# Эхерт-Санчес, Чондра
Чо́ндра Э́херт-Са́нчес (англ. Chondra Echert-Sanchez; 22 апреля 1983, Клируотер, Флорида, США) — американская писательница. Наиболее известна как соавтор серии книг-комиксов «Key of Z» и «Kill Audio».

## Личная жизнь
С 23 октября 2009 года Чондра замужем за писателем и музыкантом Клаудио Санчесом (род.1978), с которым она встречалась 6 лет до их свадьбы. У супругов есть сын — Атлас Хендрикс Санчес (род.08.06.2014).